# Judith Sargentini
Judith Sargentini, née le 13 mars 1974 à Amsterdam, est une femme politique néerlandaise, membre de la Gauche verte (GL) et députée européenne de 2009 à 2019.

## Jeunesse et engagement à Amsterdam
Diplômée de l'université d'Amsterdam, elle adhère brièvement à l'organisation de jeunesse du Parti socialiste pacifiste, puis entre au DWARS, l'organisation de jeunesse de la Gauche verte. Elle est également active au sein de mouvements étudiants, étant de 1995 à 1996 secrétaire du Syndicat national étudiant (en néerlandais : Landelijke Studentenvakbond) et membre de la direction de l'Union des étudiants d’Europe en 1998.
En 2002, elle est élue au conseil municipal d'Amsterdam. Elle devient présidente du groupe la Gauche verte en 2006 et occupe cette fonction jusqu'à sa démission en 2009.

## Parlement européen
Lors des élections européennes de 2009, elle est tête de liste de la Gauche verte et élue aux côtés de Bas Eickhout et Marije Cornelissen. Au Parlement européen, ils siègent au sein du groupe des Verts/Alliance libre européenne (Verts/ALE). Elle est réélue en 2014, sur la liste conduite par Eickhout.

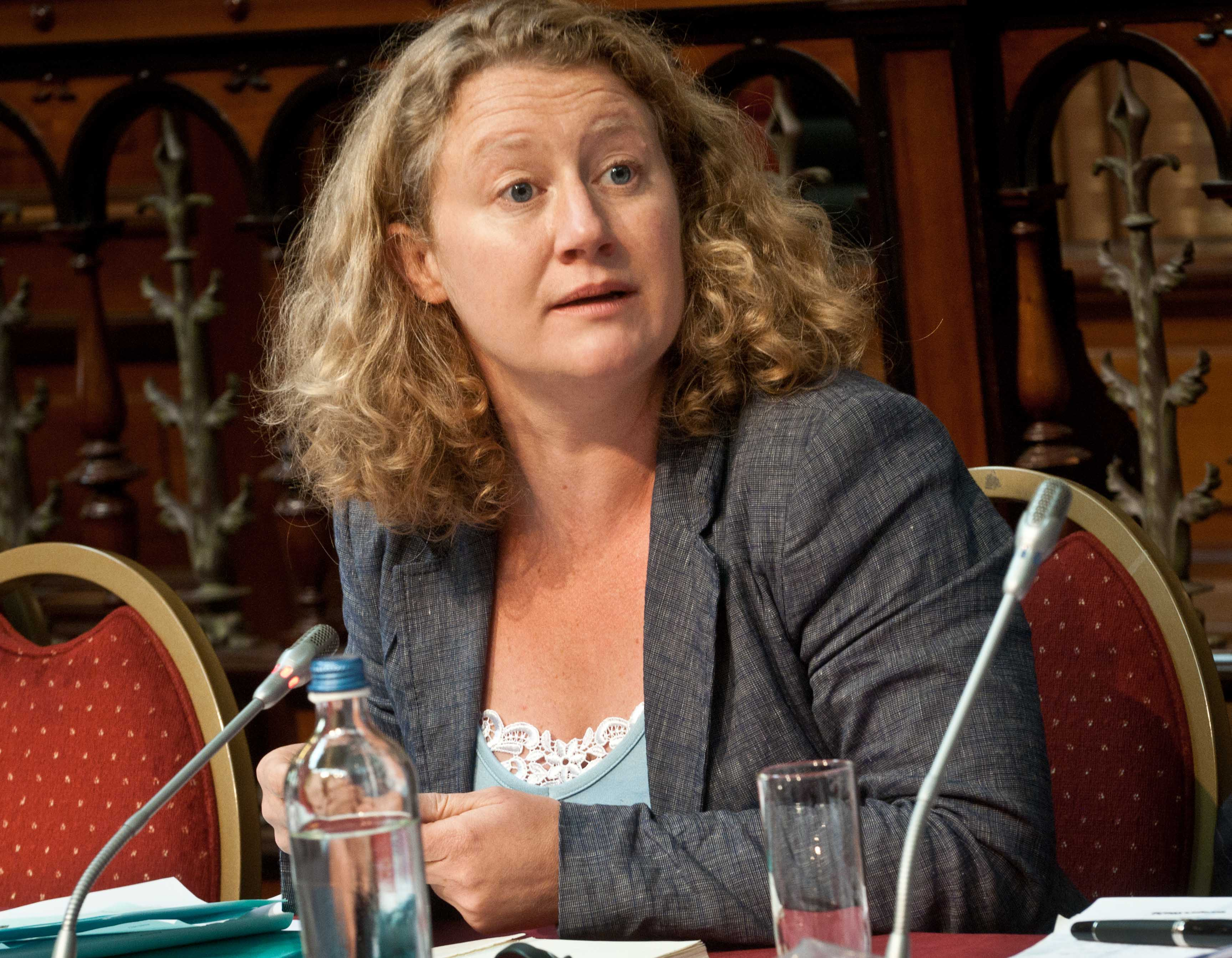
Judith Sargentini en 2011.

Elle est membre de la commission des libertés civiles, de la justice et des affaires intérieures et vice-présidente de la délégation pour les relations avec l'Afrique du Sud, deux fonctions qu'elle occupe à partir de 2009. À partir de 2014, elle est également membre de la délégation à l'Assemblée parlementaire paritaire (ACP-UE).
En plus de ses missions en commission, Sargentini est membre de l'Intergroupe LGBT du Parlement européen.
En 2018, Sargentini rédige un rapport commenté, accusant le gouvernement hongrois et son Premier ministre, Viktor Orbán, de priver de droits élémentaires les migrants sur son sol, restreindre la liberté de la presse, sexisme, conflits d'intérêts et corruption, ainsi que mal protéger les données personnelles. Elle émet également des inquiétudes sur le système électoral et constitutionnel hongrois, proposant de priver la Hongrie de son droit de vote dans les institutions européennes par l'article 7 du traité sur l'Union européenne. Elle affirme : « Les faits ne mentent pas. Je ne peux rien conclure d'autre qu'il y a un risque de violation grave et systématique des valeurs européennes que nous partageons tous ».
Le Parlement européen, à la suite du rapport, vote pour avancer la procédure. Orbán répond à Sargentini, en séance plénière : « Ce que vous dites n'est rien d'autre que de ne pas faire confiance au peuple hongrois pour décider de ce qui est dans son meilleur intérêt. Ce que vous croyez, c'est que vous savez mieux ce que veulent les Hongrois ». Pour la ministre d'État hongroise chargé des relations avec l'UE, Judit Varga, le rapport est « biaisé », « trompeux et truffé d'erreurs factuelles ». Il constituerait « une attaque politique contre Budapest ». Elle analyse le rapport comme « le produit d'un parti pris libéral contre le conservatisme européen contemporain, la souveraineté nationale, les valeurs fondamentales de la démocratie chrétienne ». Elle accuse également Judith Sargentini de se référer « constamment au même petit groupe d'ONG étrangères, ignorant complètement plus de 60 000 organisations civiles opérant en Hongrie ». Manfred Weber, président du groupe du Parti populaire européen (PPE), auquel appartient le Fidesz-Union civique hongroise de Viktor Orbán, se dit « absolument concerné » par les descriptions du rapport, mais reste réservé toutefois quant à l'exclusion du parti du PPE.
Le gouvernement hongrois a également édité une réponse de 109 pages affirmant que le rapport contient au moins 39 erreurs factuelles ou erreurs. Judith Sargentini répond à cette réaction lors d'une conférence de presse, déclarant qu'elle était passée par là et n'avait trouvé « aucune faille dans [son] rapport car il est basé sur des sources d'organes intergouvernementaux tels que l'ONU, le Conseil de l'Europe, des affaires judiciaires de Strasbourg et Luxembourg, procédures d'infraction », ajoutant que le rapport n'exprime pas son opinion personnelle mais celle de la Commission européenne[réf. nécessaire],. Le doyen de l'université hongroise ELTE a néanmoins déclaré que contrairement à ce que disait Sargentini, l'université n'avait pas été consultée lors de l'enquête et a demandé à plusieurs reprises la suppression de son nom du rapport sans obtenir de réponse. Une autre université hongroise, l'université de Pécs, a également soulevé cette préoccupation. Sur cette question, Judith Sargentini a répondu que les noms avaient été omis à la demande des universitaires interrogés, qui craignaient d'être dénoncés car ils seraient étiquetés anti-gouvernementaux et poursuivis pour leurs opinions.